# Drużynowe Mistrzostwa Świata Juniorów na Żużlu 2017
Drużynowe Mistrzostwa Świata Juniorów na Żużlu 2017 (DMŚJ) – cykl turniejów żużlowych, mających wyłonić najlepszą drużynę narodową (do lat 21) w sezonie 2017. Po raz 10. w historii złote medale zdobyli reprezentanci Polski.

## Finał
- Rybnik, 2 września 2017
- sędzia: Chris Durno (Wielka Brytania)
- widzów: 4 000

| Msc |                                                                                   | Drużyna / Zawodnik                                             | Biegi           | Punkty |
| --- | --------------------------------------------------------------------------------- | -------------------------------------------------------------- | --------------- | ------ |
| 1   |                                                                                   | Polska                                                         | Polska          | 47     |
| 1   | Bartosz Smektała Kacper Woryna Maksym Drabik Dominik Kubera Rafał Karczmarz       | (3,3,3,3,2) (2,d,2,3,3) (3,1,3,3,3) (2,1,3,2,2) ns             | 14 10 13 10 ns  |        |
| 2   |                                                                                   | Australia                                                      | Australia       | 37     |
| 2   | Jack Holder Max Fricke Josh Pickering Brady Kurtz Jaimon Lidsey                   | (2,3,3,2,2) (3,0,1,2,1) (1,3,0,1,1) (3,2,1,3,3) ns             | 12 7 6 12 ns    |        |
| 3   |                                                                                   | Dania                                                          | Dania           | 27     |
| 3   | Jonas Jeppesen Andreas Lyager Mikkel B. Andersen Patrick Hansen Frederik Jakobsen | (0,1,2,0,–) (1,1,2,0,–) (0,3,1,–,1,1) (0,–,–,–,1) (2,4!,2,3,2) | 3 4 6 1 13      |        |
| 4   |                                                                                   | Wielka Brytania                                                | Wielka Brytania | 13     |
| 4   | Robert Lambert Adam Ellis Josh Bates Daniel Bewley Ellis Perks                    | (1,2,4!,1,1,0) (2,0,0,0,0) (1,0,0,0,0) (d,–,0,–) (1,0)         | 9 2 1 0 1       |        |

Bieg po biegu:
1. Kurtz, Woryna, Lambert, Hansen
2. Smektała, Ellis, Pickering, Andersen
3. Drabik, Holder, Lyager, Bewley (d)
4. Fricke, Kubera, Bates, Jeppesen
5. Holder, Jakobsen, Kubera, Ellis
6. Andersen, Lambert, Drabik, Fricke
7. Smektała, Kurtz, Lyager, Bates
8. Pickering, Lambert (4!), Jeppesen, Woryna (d)
9. Smektała, Jakobsen (4!), Fricke, Bewley
10. Holder, Woryna, Andersen, Bates
11. Kubera, Lyager, Lambert, Pickering
12. Drabik, Jeppesen, Kurtz, Ellis
13. Kurtz, Kubera, Perks, Lyager
14. Drabik, Jakobsen, Pickering, Bates
15. Woryna, Fricke, Andersen, Ellis
16. Smektała, Holder, Lambert, Jeppesen
17. Drabik, Holder, Hansen, Bates
18. Kurtz, Smektała, Andersen, Ellis
19. Jakobsen, Kubera, Pickering, Perks
20. Woryna, Jakobsen, Fricke, Lambert